# Yoldiella siliqua
Yoldiella siliqua är en musselart som först beskrevs av Reeve 1855.  Yoldiella siliqua ingår i släktet Yoldiella och familjen Yoldiidae. Inga underarter finns listade i Catalogue of Life.